# Inma Cuevas
Inmaculada Cuevas Aragón, conosciuta come Inma Cuevas (Madrid, 1978), è un'attrice spagnola conosciuta principalmente per aver interpretato il ruolo di Anabel nella serie Vis a Vis (2015-2019).
A partire dall'anno 2000 ha iniziato i suoi studi in arte drammatica nella scuola di Jaroslaw Bielski. da quel momento continua la sua formazione in diverse specialità allenandosi con maestri come José Carlos Plaza e Will Keen.
È conosciuta per aver interpretato Anabel Villaroch in Vis a Vis (2015-2019), La zona (2017) e Velvet (2014-2017)

## Filmografia parziale

### Cinema
- Clandestinos, regia di Antonio Hens (2007)
- Lo contrario al amor, regia di Vicente Villanueva (2011)
- Toc Toc, regia di Vicente Villanueva 2017
- Chi canterà per te? (Quién te cantará), regia di Carlos Vermut (2018)
- Lettera a Franco (Mientras dure la guerra), regia di Alejandro Amenábar (2019)
- El silencio de los objetos, regia di Ivan Rojas (2019)
- Poliamor para principiantes, regia di Fernando Colomo (2021)

### Televisione
- Grand Hotel - Intrighi e passioni (Grand Hotel) - serie TV (2011)
- Velvet - serie TV (2014)
- La zona - serie TV (2017)
- Vis a vis - Il prezzo del riscatto (Vis a vis) - serie TV (2015-2019)

## Doppiatrici italiane
Nelle versioni in italiano dei suoi film, Inma Cuevas è stata doppiata da:
- Sabine Cerullo in Vis a vis - Il prezzo del riscatto (prima voce)
- Beatrice Caggiula in Vis a vis - il prezzo del riscatto (seconda voce)
- Emanuela Damasio in Grand Hotel - Intrighi e passioni
- Benedetta Ponticelli in Lettera a Franco